# Iris winkleri
Iris winkleri är en irisväxtart som beskrevs av Eduard August von Regel. Iris winkleri ingår i släktet irisar, och familjen irisväxter. Inga underarter finns listade i Catalogue of Life.